# بطولة اتحاد غرب آسيا للسيدات 2022
بطولة اتحاد غرب آسيا لكرة القدم للسيدات 2022، هي النسخة السابعة من بطولة اتحاد غرب آسيا لكرة القدم للسيدات، وهي بطولة كرة القدم النسائية الدولية في غرب آسيا التي ينظمها اتحاد غرب آسيا لكرة القدم، وهذه النسخة أقيمت في عمان، الأردن في الفترة من 29 أغسطس إلى 4 سبتمبر 2022.
فاز المضيف الأردن بلقبه الخامس – والثالث على التوالي – بعد أن احتل صدارة مجموعته بثلاثة انتصارات في ثلاث مباريات، واحتل لبنان المركز الثاني بفوزين، فيما احتلت سوريا وفلسطين المركزين الثالث والرابع على التوالي، بتعادل واحد وهزيمتين لكل منهما.

## الفرق

### مشاركون
دخلت البطولة خمسة فرق من اتحاد غرب آسيا لكرة القدم؛ وأجريت القرعة الرسمية في مقر اتحاد غرب آسيا لكرة القدم في عمان، الأردن في 15 أغسطس 2022. وكان من المقرر أن تتنافس دولة الإمارات العربية المتحدة، لكنها انسحبت قبل بدء المنافسة.
| دولة   | الظهور | المسابقة                       | تصنيف الفيفا أغسطس 2022 |
| ------ | ------ | ------------------------------ | ----------------------- |
| الأردن | السابع | البطل (2005، 2007، 2014، 2019) | 66                      |
| فلسطين | السادس | المركز الثاني (2014)           | 130                     |
| لبنان  | الرابع | المركز الثالث (2007، 2019)     | 143                     |
| سوريا  | الرابع | المركز الثالث (2005)           |                         |

### المنتخبات
كان على كل منتخب تسجيل فريق مكون من 23 لاعبًا، ثلاثة منهم على الأقل حراس مرمى.

## مرحلة المجموعات
| الفريق        | لعب | ف | ت | خ | أ.له | أ.ع | أ.ف | نقاط |
| ------------- | --- | - | - | - | ---- | --- | --- | ---- |
| الأردن (H, C) | 3   | 3 | 0 | 0 | 10   | 1   | +9  | 9    |
| لبنان         | 3   | 2 | 0 | 1 | 9    | 4   | +5  | 6    |
| سوريا         | 3   | 0 | 1 | 2 | 3    | 10  | −7  | 1    |
| فلسطين        | 3   | 0 | 1 | 2 | 1    | 8   | −7  | 1    |

| فلسطين | 0–3   | لبنان                                 |
| ------ | ----- | ------------------------------------- |
|        | تقرير | - فياض 10' - معلوف 74' - إسكندر 90+2' |

| الأردن                              | 4–0   | سوريا |
| ----------------------------------- | ----- | ----- |
| - جبارة 11'، 61'، 89' - البيطار 66' | تقرير |       |

| سوريا      | 1–1   | فلسطين    |
| ---------- | ----- | --------- |
| - هامو 52' | تقرير | - عبد 46' |

| لبنان       | 1–2   | الأردن                     |
| ----------- | ----- | -------------------------- |
| - عرابي 51' | تقرير | - البيطار 26' - البطوش 66' |

| لبنان                                                           | 5–2   | سوريا                   |
| --------------------------------------------------------------- | ----- | ----------------------- |
| - إلهام 9' (هـ.ذ.) - عزيز 42' - معلوف 51' - علوش 62' - خوري 68' | تقرير | - غريب 73' - محمد 90+1' |

| الأردن                              | 4–0   | فلسطين |
| ----------------------------------- | ----- | ------ |
| - جبارة 23'، 59'، 73' - البيطار 50' | تقرير |        |

## إحصائيات

### الجوائز
وزعت الجوائز التالية في ختام البطولة.
| جائزة          | لاعب                  |
| -------------- | --------------------- |
| الهداف         | ميساء جبارة (6 أهداف) |
| أفضل لاعب      | ليلي إسكندر           |
| أفضل حارس مرمى | راوند كساب            |

## روابط خارجية
- الموقع الرسمي نسخة محفوظة 8 يناير 2019 على موقع واي باك مشين.
- بطولة اتحاد غرب آسيا للسيدات 2022 في RSSSF
- بطولة اتحاد غرب آسيا للسيدات 2022 في Soccerway